# Thomas O’Brien
Thomas Joseph O’Brien (ur. 29 listopada 1935 w Indianapolis, zm. 26 sierpnia 2018 w Phoenix) – amerykański duchowny katolicki, biskup Phoenix w latach 1981-2003.

## Życiorys
Święcenia kapłańskie otrzymał 7 maja 1961 i inkardynowany został do diecezji Tucson. W roku 1969 przydzielono go do nowo utworzonej diecezji z siedzibą w Phoenix. Pracował tam jako proboszcz i wikariusz generalny.
9 listopada 1981 papież Jan Paweł II mianował go ordynariuszem Phoenix.
Zmarł 26 sierpnia 2018 o 6:11 czasu miejscowego, po długiej walce z chorobą Parkinsona, w wieku 82 lat.

## Kontrowersje
Z funkcji biskupa diecezjalnego zrezygnował 18 czerwca 2003 w wyniku skandalu, kiedy to okazało się, że cztery dni wcześniej kierując swym autem śmiertelnie potrącił pieszego i odjechał z miejsca wypadku. Policjanci szybko ustalili winowajcę, a jako dowód zabezpieczyli uszkodzony samochód z pękniętą przednią szybą i wgniecionym błotnikiem. Po aresztowaniu tłumaczył śledczym, iż myślał, że uderzył w psa lub kota. W lutym 2004 bp O’Brien został skazany na 4 lata w zawieszeniu, 1000 godzin prac społecznych i utratę prawa jazdy na okres czterech lat.
Dwa tygodnie przed wypadkiem podpisał z prokuraturą porozumienie w sprawie nadużyć seksualnych duchowieństwa diecezji Phoenix. On sam był oskarżony o ukrywanie księży pedofilów i nieinformowanie parafii, do których ich przenosił o skłonnościach i przeszłości księży. Bp O’Brien przyznał się do zarzutów, co doprowadziło do wspomnianej ugody.